# النعامة والطاووس (فلم)
النعامة والطاووس فيلم مصري من إنتاج عام 2002. وتاريخ عرض الفيلم يوافق عيد الأضحى 1422 هـ.

## قصة الفيلم
تتزوج سميرة وحمدي بعد قصة إعجاب وحب سريعة، ويبدآن حياة رتيبة، الزوجة سميرة عاملة في مشغل. تتوتر علاقتهما الزوجية نتيجة فشلهما في علاقتهما الحميمة وعدم القدرة على التواصل الجسدى، الأمر الذي يؤدى إلى الانفصال عن بعضهما دون طلاق. تجد سميرة أن الحل لمشكلتهما هي التردد على عيادة الدكتورة فاطمة طبيبة الأمراض النفسية، ومن خلال هذا يستعرض الفيلم القهر الذي تتعرض له الفتاة الشرقية، وتنجح الطبيبة في إقناع الزوج بالتردد على عيادتها والالتزام بنصائحها من أجل أن ينجح الاثنان في الخروج من مأزق الظروف الاجتماعية والعادات التي أدت إلى وقوعهما في مأزق كان يمكن أن يؤدي بهما إلى الطلاق، وفي النهاية تنجح الطبيبة في مساعدة الزوجين لتستمر الحياة بعد ذلك.

## بطولة
- لبلبة
- مصطفى شعبان
- بسمة حسن
- كارولين خليل
- خالد صالح
- لبنى محمود
- سلوى محمد علي
- صلاح شكري سرحان
- أحمد عقل
- ثريا إبراهيم
- حنان يوسف
- أحمد سامي عبد الله

## فريق العمل
- إخراج: محمد صلاح أبو سيف
- إنتاج: أفلام أبو سيف
- توزيع: شركة شعاع
- قصة وسيناريو: صلاح أبو سيف
- سيناريو وحوار: لينين الرملي
- مونتاج: سيد عبد المحسن
- موسيقى تصويرية: عمر خيرت
- مدير التصوير: عاطف المهدي

## وصلات خارجية
- مقالات تستعمل روابط فنية بلا صلة مع ويكي بيانات